# M21 (天体)
座標:  18h 04m 13.0s, −22° 29′ 24″
M21 (NGC 6531) は、いて座にある散開星団。

## 概要
青い星を多く含む若い星団である。8等級の星が1個、9等級が4個と明るい星が少ない星団である。
条件が良ければ肉眼でも発見できる。双眼鏡では数個の星がコンパクトにまとまっていて、M20やM8と同じ視野に見える。口径10cm程度の望遠鏡から星団らしい姿を楽しむことができる。小望遠鏡で約50個の星を楽に見ることができる。中心部に三角形の星の集まりがあり、そこから星団の渦巻き構造を見る人もいる。
M20を土台として、M21を北端とする「十字形の群れ」は「ウェッブの十字架」と呼ばれている。腕の曲がった十字形の星の一団である。

## 観測史
1764年6月5日にシャルル・メシエが発見した。メシエは「前のもの（M20）の近くにある星団。知られている星でこの2つの星団に最も近いのは、いて座11番星である。この2つの星団には8等ないし9等の星が含まれ、星雲状の物質につつまれている」と記している。ウィリアム・ヘンリー・スミスはそれを受けて「メシエの言う星雲状物質というのは微星の集合を指している」と記している。ジョン・ハーシェルはジェネラルカタログに「とても多くの星からなり、星の集まり方のまばらな星団。9等から12等の星からなる」と記している。